# Castillo de Dinan

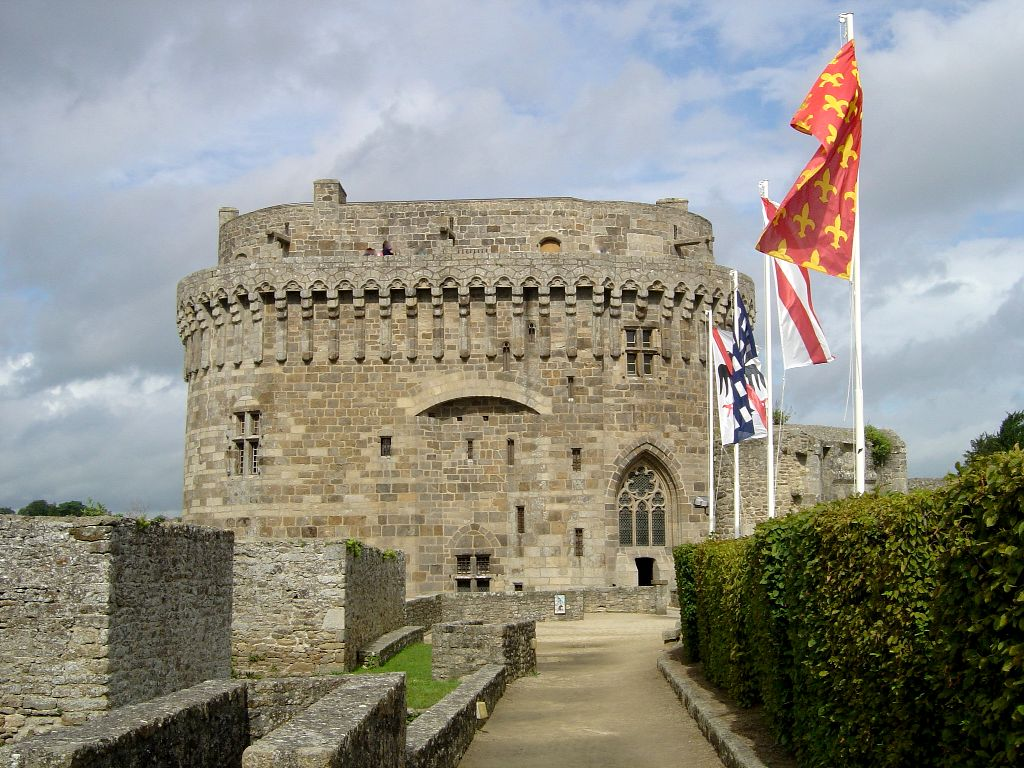
Castillo de Dinan.

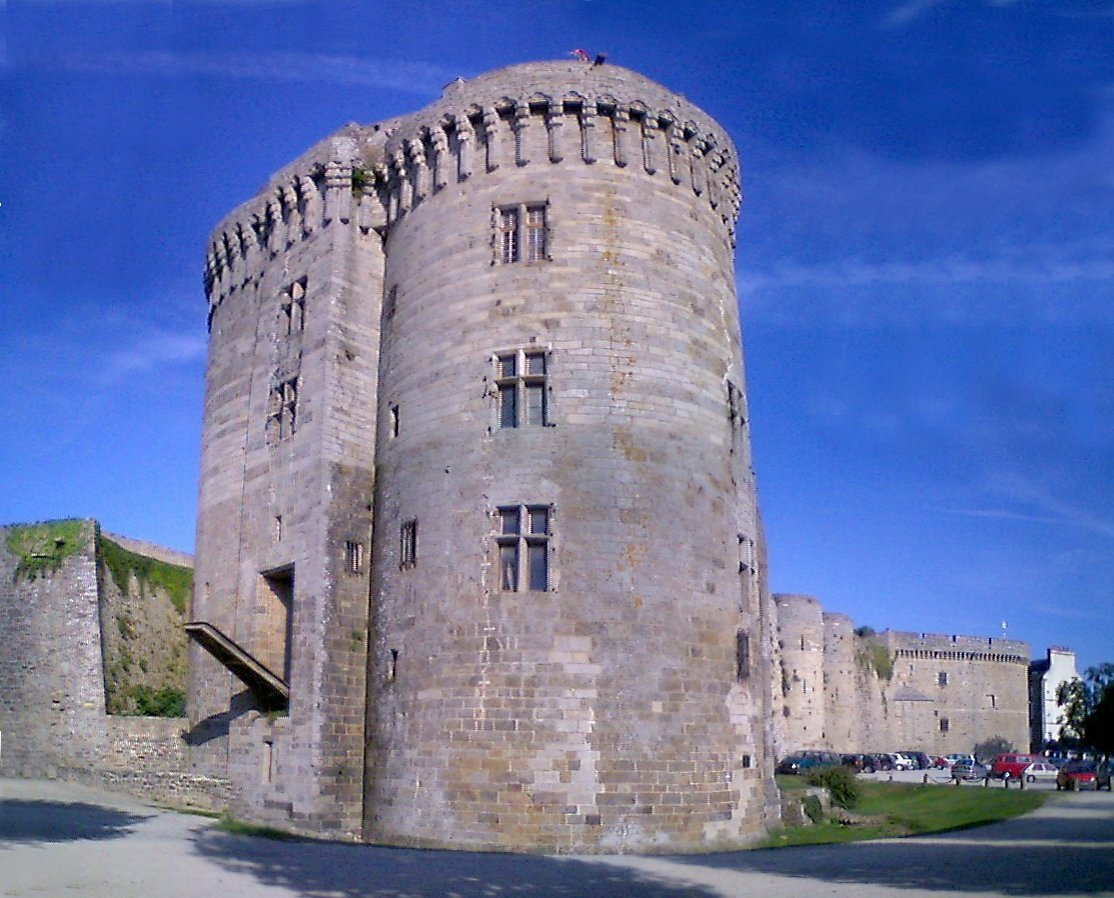
Torreón de la duquesa Ana.

El castillo de Dinan, en francés original Château de Dinan, en realidad constituido por el Torreón llamado Donjon de la duchesse Anne, se encuentra en la comuna francesa de Dinan, en la región de Bretaña.
El torreón y la puerta forman parte de los 2600 metros de defensas y murallas medievales que rodean aún la vieja ciudad.
Juan IV, duque de Bretaña, inició la construcción del torreón en 1384, formado por dos torres circulares unidas entre sí y con un foso que lo separa de las defensas colindantes y de la ciudad. Los matacanes sobresalen a lo largo de los 30 metros de la cobertura defensiva principal de la pared de la base de la torre.
El castillo fue declarado monumento histórico en 1886. Pertenece a la comuna y alberga un museo municipal.